# Valdetaus
Ciudad prerromana cuyas ruinas se encuentran en las proximidades de la localidad de Tauste, en la comarca de las Cinco Villas, provincia de Zaragoza, España. Su población se sitúa aproximadamente entre los años 500 y 50 a. C.
Físicamente se sitúa sobre un pequeño cerro en forma de meseta de unos 260 metros de altitud situado a unos tres kilómetros de la localidad. Su superficie actual es de 1,76 hectáreas aproximadamente, si bien la erosión y los desprendimientos han disminuido la superficie del cerro, por lo que se cree que en la antigüedad pudo llegar a las dos hectáreas.
Las excavaciones realizadas hasta ahora en el asentamiento permiten distinguir hasta tres fases de habitación del mismo:
- La primera corresponde a un poblado indígena, cuya fundación parece ser anterior al año 500 a. C. A esta fase inicial corresponden diversos niveles arqueológicos en los que aparecen abundantes fragmentos de cerámica realizada a mano, de cocción reductora, formas mayoritariamente pertenecientes a ollas globulares y fondo plano, así como algunas escudillas. Estos niveles presentan un estrato cenizoso junto a carbones y fragmentos de huesos animales que parecen apuntar una destrucción feroz del yacimiento en un momento cronológico que hasta el momento no ha podido precisarse.
- La segunda fase del enclave corresponde a un periodo en que los elementos indígenas han tomado contacto ya con el mundo romano. Alterna material cerámico realizado a mano con otro hecho a torno. Atendiendo a la tipología de la cerámica romano hallada parece ser que este segundo nivel también sufrió destrucción hacia la primera mitad del siglo II a. C.
- La tercera y última fase, más moderna, se caracteriza por la escasa aparición de cerámica realizada a mano, al mismo tiempo que las piezas facturadas a torno son mucho más abundantes. La ausencia de cenizas en el nivel superior hace pensar en un abandono pacífico del yacimiento.